# 2014년 대한민국의 베스트셀러 목록
다음은 2014년 대한민국의 베스트셀러 목록이다. 

## 종합
1. 창문 넘어 도망친 100세 노인
2. 미 비포 유(Me Before You)
3. 어떤 하루
4. 내가 사랑한 유럽 TOP10
5. 감정수업(강신주의)
6. 에드워드 툴레인의 신기한 여행(하트우드 1)(양장본 HardCover)
7. 여자 없는 남자들(양장본 HardCover)
8. 나미야 잡화점의 기적(100만 부 기념 특별 한정판)(양장본 HardCover)
9. 1cm+(일 센티 플러스)
10. 정글만리 1(양장본 HardCover)
11. 멈추면 비로소 보이는 것들
12. 장하준의 경제학 강의
13. 겨울 왕국 무비 스토리북(Disney)(디즈니 무비스토리북)(양장본 HardCover)
14. 꾸뻬씨의 행복여행
15. 비밀의 정원
16. 인생수업
17. 너는 나에게 상처를 줄 수 없다
18. 해커스 토익 Reading(전면개정판)(단어암기장, 실전모의고사 포함)
19. 그래도 사랑
20. 유엔미래보고서 2040
21. 1cm(일 센티) 첫 번째 이야기
22. 미생: 아직 살아 있지 못한 자. 1: 착수
23. 내일
24. 여덟 단어
25. 총, 균, 쇠
26. 해커스 토익 보카(구토익)(전면개정판)
27. 임신 출산 육아 대백과(개정판)
28. 나의 한국현대사
29. 해커스 토익 스타트 리딩(구토익)(개정판)
30. 다윗과 골리앗
31. 잡담이 능력이다(30초 만에 어색함이 사라지는)
32. 해커스 토익 Listening(전면개정판)(단어암기장, CD1장포함)
33. 나는 까칠하게 살기로 했다
34. 세계 최고의 인재들은 왜 기본에 집중할까
35. 제3인류 1(양장본 HardCover)
36. 싸드(THAAD)
37. 나는 죽을 때까지 재미있게 살고싶다
38. 겨울 왕국(Disney)(디즈니 무비 클로즈업 4)
39. 하버드의 생각수업
40. 잘못은 우리 별에 있어
41. 21세기 자본(양장본 HardCover)
42. 두근 두근 내 인생
43. 내가 공부하는 이유
44. 해커스 토익 보카(인덱스포함)(증보판)
45. 원씽(The One Thing)(리커버 특별판)
46. 어떤 사람이 최고의 자리에 오르는가
47. 한 번은 독해져라
48. 불륜(양장본 HardCover)
49. 인생을 바르게 보는 법 놓아주는 법 내려놓는 법
50. 셈을 할 줄 아는 까막눈이 여자
51. 해커스 토익 스타트 리스닝(구토익)(개정판)(CD1장포함)
52. 겨울왕국(Frozen)(CD1장포함)(영화로 읽는 영어원서 31)
53. 이기는 대화(양장본 HardCover)
54. 몽환화(블랙 앤 화이트 54)
55. 삐뽀삐뽀 119소아과(개정판 11판)(삐뽀삐뽀 시리즈 1)
56. 대통령의 글쓰기
57. 김우중과의 대화
58. 참을 수 없는 존재의 가벼움(세계문학전집 234)
59. 참 좋은 당신을 만났습니다
60. 난쟁이 피터
61. 책은 도끼다
62. 예감은 틀리지 않는다(양장본 HardCover)
63. 트렌드 코리아 2014
64. 7년의 밤
65. 나는 생각이 너무 많아
66. 나만 알고싶은 유럽 TOP10
67. 이카루스 이야기
68. 무의미의 축제
69. 뉴스의 시대
70. 서울 시(양장본 HardCover)
71. 사랑해 사랑해 사랑해(아기 그림책 보물창고 1)(양장본 HardCover)
72. 마법천자문. 27: 환하게 비추어라 비출 조(손오공의 한자 대탐험)
73. 퍼펙트 워크
74. 바람이 분다 당신이 좋다
75. 그리스인 조르바(열린책들 세계문학 21)(양장본 HardCover)
76. 살아 있는 뜨거움
77. 아기가 잘먹는 이유식은 따로 있다
78. 심플하게 산다
79. 원피스. 73: 드레스로자 SOP 작전
80. 내일도 출근하는 딸에게
81. 칼의 노래(개정판)(문학동네 장편소설)(양장본 HardCover)
82. 몬순(제38회 이상문학상 작품집 2014년)
83. 모모(비룡소 걸작선 13)
84. 빅 픽처
85. 죽음이란 무엇인가
86. 술 취한 코끼리 길들이기
87. 리스본행 야간열차(세계문학의 천재들 1)
88. ETS 토익 VOCA(전면개정판)
89. HACKERS VOCABULARY(해커스 보캐블러리)
90. 코스모스(보급판)
91. 쿠키런 어드벤처. 1: 런던
92. 프랑스 아이처럼
93. 그래머 게이트웨이 베이직(Grammar GateWay Basic): 초보를 위한 기초 영문법(Light Version)(해커스)(3판)
94. 진짜 기본 요리책
95. 이보영의 여행 영어회화(CD1장포함)
96. 왜 나는 너를 사랑하는가(개정판)(양장본 HardCover)
97. 사과가 쿵!(세계 걸작 그림책 지크)(보드북)
98. 어두운 상점들의 거리(개정판)(세계문학전집 40)
99. 버티는 삶에 관하여
100. 토마토 BASIC READING(베이직 리딩)(토익점수 마구 올려주는)(전면개정판 3판)

## 같이 보기
- 대한민국의 베스트셀러